# Facocchio
Il facocchio è un artigiano specializzato nella costruzione di parti, e l'assemblaggio di esse, per la fabbricazione di carri a trazione animale.

## Storia
Questo mestiere nasce dalla sapiente quanto antica maestria di coloro che, a quello scopo, erano in grado di lavorare alcuni tipi di materiali completamente diversi tra loro, quali il legno, il ferro e il metallo, fondendo così tra loro due mestieri tra i più antichi al mondo: falegname e fabbro.
La loro mansione non era solo quella della costruzione di carri ma anche della riparazione di questi, dalla normale manutenzione alla riparazione di rotture accidentali od altro.